# ドウェイン・ハスキンズ
ドウェイン・ハスキンズ・ジュニア（Dwayne Haskins Jr., 1997年5月3日 - 2022年4月9日）は、アメリカ合衆国ニュージャージー州ハイランドパーク出身の元プロアメリカンフットボール選手。ポジションはクォーターバック。NFLのワシントン・レッドスキンズなどに在籍したが、現役選手だった2022年4月9日に交通事故死した。

## 経歴

### プロ入り前
ニュージャージー州ハイランドパークで生まれた後、9歳の頃にメリーランド州ポトマックに転居。ビッグ・テン・カンファレンスのオハイオ州立大学に進学後、QBとして2018年に14戦13勝を挙げたり、2019年のローズボウルにてMVPを獲得するなどの活躍を見せる。

### ワシントン・レッドスキンズ／フットボールチーム
2019年のNFLドラフトでワシントン・レッドスキンズから1位（全体15位）指名され、入団。大学時代の背番号7は、チームの準永久欠番となっていたが、ハスキンズがジョー・サイズマンに直接交渉に出向き、許可を取ったことから7を着用できることとなった。
2020年シーズン、2018年の大怪我で長期欠場を余儀なくされたベテランエースQBのアレックス・スミスに代わり、開幕から先発出場の機会を得たが、ミスを連発した。スミスの復帰の目処が立った第5週から第2QBのカイル・アレンが先発に昇格し、スミスが第2QBに登録され、ハスキンズは第3QBに降格した。その後、アレンとスミスの怪我により、第14週の試合途中から出場機会を得たが、第16週の試合でもミスを連発し、試合途中にアレンと交代させられた。第16週の試合前にチームの新型コロナ感染症対策規則に違反した行動（マスク無しのパーティー参加）が発覚し、キャプテンの地位を剥奪されていたハスキンズは、第16週の試合終了後、チームから放出された。

### ピッツバーグ・スティーラーズ
2021年1月21日にピッツバーグ・スティーラーズと契約した。このシーズンの試合出場はなかった。

### 突然の死
2022年4月9日、トレーニングキャンプ先のフロリダ州南部で自動車事故により死去。享年24歳。ハスキンズは自動車で高速道路を走行していたところガス欠を起こしてしまい、燃料確保のために高速道路を徒歩で横断した際ダンプトラックに轢かれたとみられている。
ハスキンズの母校であるオハイオ州立大学では4月16日に追悼試合が行われた。